# José Luis Diestro
José Luis Diestro Sáiz (Santander, Cantabria, 19 de marzo de 1919 - 17 de junio de 1997) es un exfutbolista español que se desempeñaba como defensa. Posteriormente también fue entrenador.

## Clubes
Como jugador:
| Club                          | País   | Año       |
| ----------------------------- | ------ | --------- |
| Real Racing Club de Santander | España | 1939-1940 |
| Real Oviedo                   | España | 1942-1954 |